# Naval Air Station Oceana

i7
i11
i13
Die  Naval Air Station Oceana (auch Apollo Soucek Field genannt) ist ein Militärflugplatz der United States Navy in Virginia Beach (Virginia).  Leitender Offizier ist Captain James D. Webb, sein Stellvertreter Captain Robert N. Geis. Die Fläche aller Einrichtungen beträgt 27,6 km². Der Flughafen war ein Ausweichlandeplatz (alternative landing site) für die Space Shuttles der NASA.

## Einheiten

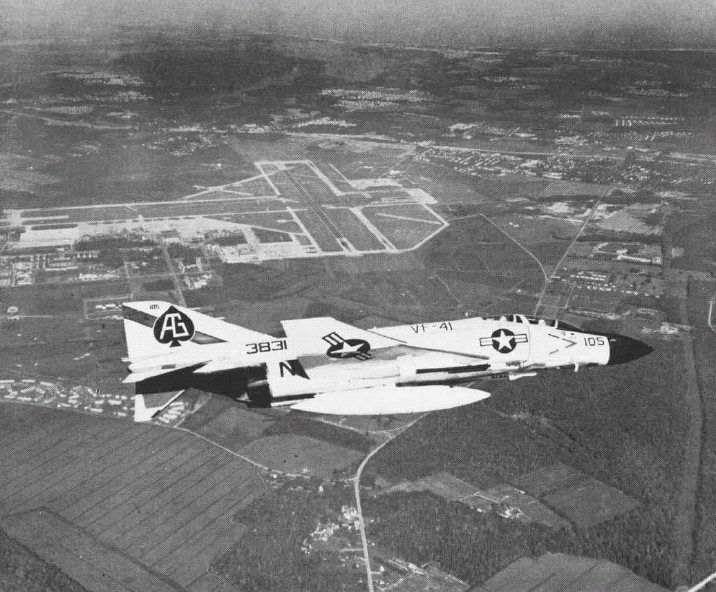
NAS Oceana in den späten 1960er Jahren (im Vordergrund eine McDonnell Douglas F-4J Phantom II des Fighter Squadron 41 „Black Aces“)

Auf der NAS Oceana haben 17 Staffeln (strike fighter squadrons) der mit F/A-18 Hornet und F/A-18 Super Hornet ausgerüsteten, regulär auf Flugzeugträgern stationierten Carrier Air Wings 1, 3, 7, 8 und 17 ihre Heimatbasis.
Folgende tenant commands befinden sich auf dem Stützpunkt:
- Fleet Readiness Center Mid-Atlantic
- Strike Fighter Wing Atlantic
- Strike Fighter Weapons School, Atlantic (SFWSL)
- Landing Signal Officer School (LSO School)
- CVW commands Carrier Air Wing 1, 3, 7, 8 und 17 (Hauptquartiere)
- Strike Fighter Composite Squadron 12 (VFC-12) der Navy Reserve mit einer F/A-18C Hornet-Staffel
- Fleet Logistics Support Squadron 56 (VR-56) der Navy Reserve mit McDonnell Douglas C-9 Skytrain II-Staffel
- Fleet Area Control and Surveillance Facility Virginia Capes (FACSFAC VACAPES)
- Construction Battalion Unit 415 (CBU 415) „Seabees“
- Center for Naval Aviation Technical Training Unit Oceana (CNATTU Oceana)
- Marine Aviation Training Support Group 33 des United States Marine Corps Training Administration Command
- Medizinische Einrichtungen des Naval Medical Center Portsmouth, VA.

Zur NAS Oceana gehören ebenfalls die Standorte
- Naval Auxiliary Landing Field (NALF) Fentress in Chesapeake, VA
- Naval Station (NS) Norfolk Chambers Field in Norfolk, VA.